# Simulium grisescens
Simulium grisescens är en tvåvingeart som beskrevs av Enrico Adelelmo Brunetti 1911. Simulium grisescens ingår i släktet Simulium och familjen knott. Inga underarter finns listade i Catalogue of Life.